# Segovia
Segovia (AFI: [seˈɡɔvja]) è una città spagnola, capoluogo della provincia omonima. Si trova nella Comunità Autonoma di Castiglia e León. È sede vescovile.
L'agglomerato antico è stato dichiarato patrimonio dell'umanità dall'UNESCO nel 1985, insieme al suo acquedotto.

## Geografia e clima
Segovia sorge sulle pendici della Sierra de Guadarrama tra i fiumi Eresma e Clamores. Il clima è continentale, freddo e secco, conseguentemente all'alta quota e alla sua distanza dalla costa; la temperatura media annuale è di 10.5 °C, con valori minimi nel mese di dicembre fino a -13 °C, e massimi fino a 33 °C in luglio. Le precipitazioni annuali sono di 520 mm / anno. La vegetazione è costituita prevalentemente da faggio, ginestra e ginepro, ma anche rovere, disseminati nei paesaggi di stoppie di grano e maggese.

## Storia
Le sue origini sono antichissime. Abitata già dall'epoca del bronzo la città fortificata di origine celto-iberica fu conquistata dai Romani nell'80 a.C., distrutta e riedificata diventò un importante centro della Spagna romana. Durante la dominazione araba fu capitale, ma si spopolò perché parte della popolazione locale abbandonò la città e soltanto con la Reconquista nel 1088 Segovia venne ripopolata e fortificata. Fu poi residenza dei re di Castiglia nei secoli dal XIII al XV. Con la riunificazione dei regni di Castiglia e d'Aragona nell'unico regno di Spagna e il trasferimento della capitale a Toledo la città perse importanza e avendo preso parte alla "rivolta dei comuneros" contro Carlo V d'Asburgo nel 1520 subì una dura repressione e danni.

## Cultura

### Principali monumenti
Testimonianza della dominazione romana è l'imponente acquedotto romano, che domina con i suoi archi possenti l'ingresso alla città vecchia attraversando una depressione del terreno. È una grande opera idraulica costruita nel I secolo, al tempo dell'imperatore romano Traiano, per portare alla città l'acqua dalle sorgenti del Riofrio a 17 km di distanza, compiendo l'ultimo tratto di circa 730 metri su due ordini di arcate sovrapposti.
Costruito con grandi blocchi di granito perfettamente squadrati e assemblati a secco, è ben conservato e alcuni archi, distrutti dagli Arabi, furono rifatti alla fine del XV secolo. All'estremità opposta della città rispetto a quella interessata dal percorso dell'acquedotto, su uno sperone roccioso con uno strapiombo di 80 metri, si alza il castello dell'Alcazar; risalente al XI secolo, fu rifatto dal 1352 al 1358 dal re Enrico II e ampliato nella prima metà del XV secolo da Giovanni II. Nel 1862 un incendio gli arrecò gravissimi danni ma fu prontamente restaurato. Si presenta con un potente mastio quadrato sulla fronte, contornato da torrette merlate e, sui fianchi con altre torri e torrette cilindriche con le coperture a cono. All'interno ci sono diverse raccolte di armi e altri oggetti di valore.

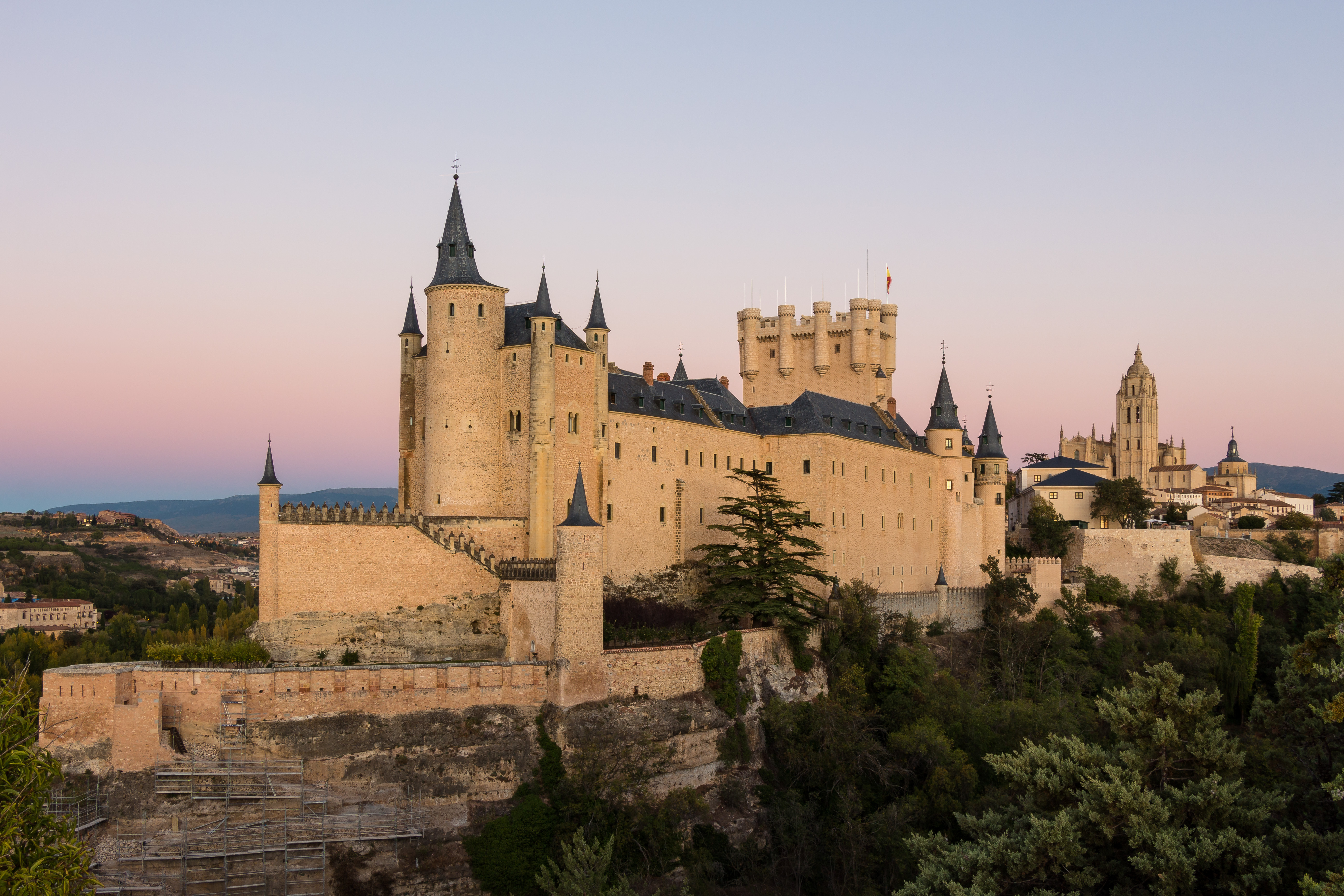
Il castello dell'Alcazar.

L'Alcázar di Segovia, che domina la città dall'alto, risale all'XI-XVI secolo e fu in gran parte ricostruito nel 1862.

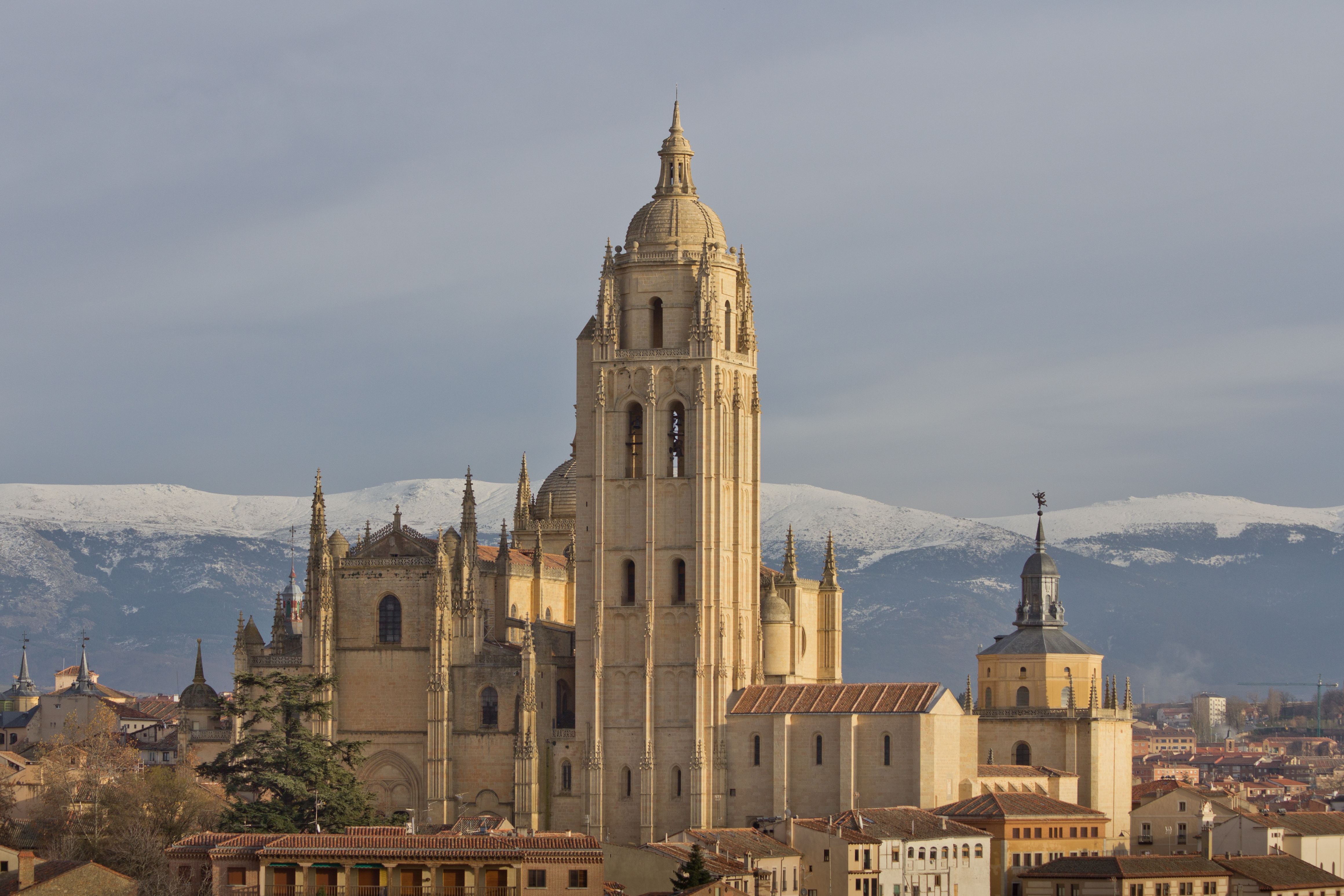
La Cattedrale di Segovia

La cattedrale di Segovia è una delle grandi cattedrali di Spagna e, per la sua eleganza, è detta la "Signora delle Cattedrali". Fu costruita in stile tardogotico nel periodo dal 1525 al 1725 con una poderosa torre campanaria alta 110 metri.
Tipiche di Segovia sono le vecchie case con le facciate a rilievi decorate con arabeschi detti esgrafiados segovianos.

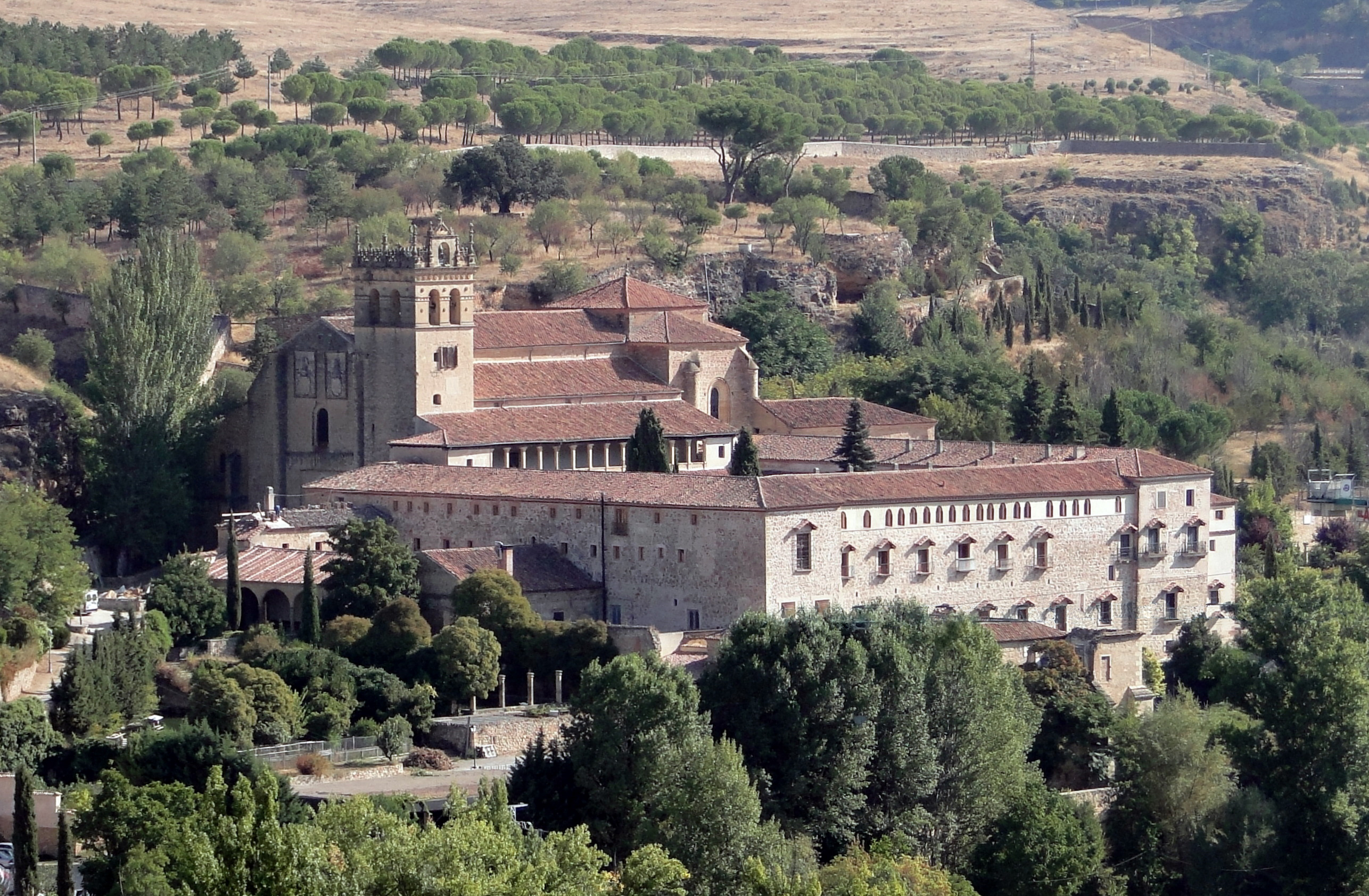
Il monastero di Santa María del Parral (detto dei monaci girolamini di Segovia)

Altri edifici notevoli sono San Martino, chiesa romanica del XII secolo, San Millán, altra chiesa romanica del 1110-1123, San Clemente, chiesa cistercense romanico-gotica del XII secolo, Vera Cruz, chiesa eretta dai templari in forme romaniche all'inizio del XIII secolo, San Juan de los Caballeros, chiesa romanica dei secoli XII-XIII, i resti delle mura romane rifatte nell'XI secolo con torri e merli, il monastero di Santa María del Parral (detto dei monaci girolamini) del XV secolo e la Antigua Sinagoga Mayor del XIV secolo, poi trasformata in convento del Corpus Domini nel XV secolo.
A 12 km a sud della città si trova un grande parco con molti animali: cervi, caprioli, gazzelle e altri. Il Palacio Real di Riofrío al suo interno ospita un interessante e originale Museo Nacional de la Caza, museo della caccia aperto nel 1970: nelle sale del palazzo del 1754-1772 sono esposti oggetti d'arte, arazzi su disegni di Francisco Goya e Peter Paul Rubens, dipinti dei Carracci, di Luca Giordano, Ribalta, Ribera, Herrera, Velazquez.
A 11 km a sud est sorge La Granja, altro grandioso Palazzo Reale.

### Architettura civile
- Il Palazzo Ayala Berganza Castilian che risale alla parte finale del XV secolo; dichiarato monumento storico-artistico, è al momento convertito in un alloggiamento turistico situato al n.5 della Calle Carretas. Questo luogo è conosciuto come la "casa del crimine" a causa di un omicidio nel 1892.
- L'architettura civile offre molti palazzi, facciate medievali, passaggi, porticati, colonne e torrette. La Calle Daoíz offre uno spaccato interessante della città ed è impossibile non visitare la Casa del Sello nella Calle San Francisco, la Casa-Museo del Torreón de Lozoya in Plaza de San Martín, la Casa del Siglo XV, la Casa del Conte Alpuente e la Casa de los Picos e molti altri luoghi passeggiando per la Calle Real.
- La più antica taverna della città è datata 1861; si tratta della suggestiva Taberna Rubi, situata a pochi passi dalla Plaza Mayor.
- La Casa de la Moneda è l'edificio industriale più antico d'Europa.

## Infrastrutture e trasporti

### Accesso stradale
Per arrivare a Segovia utilizzando le strade è possibile prendere da Madrid l'Autopista AP-6 e AP-61. Da Burgos e Madrid utilizzando la A-1. Partendo da Valladolid utilizzando l'autovía A-601, mentre da Ávila è possibile utilizzare la strada nazionale N-110 o in alternativa da Aranda de Duero utilizzando la CL-603.

### Autobus
È possibile arrivare a Segovia utilizzando il servizio di autobus direttamente da Madrid. La frequenza dei mezzi va da 30 a 60 minuti. È possibile inoltre raggiungere Segovia anche da Valladolid con autobus che partono ogni 60 o 120 minuti.

### Treni

#### Cercanías (regionali)
Dalla stazione di Segovia è possibile viaggiare verso Madrid e vari paesi al sud di Segovia.

#### Alta velocità
Dalla stazione di Segovia è possibile viaggiare con l'AVE, il treno ad altà velocità che collega con Madrid e Valladolid e con altre regioni come i Paesi Baschi, la Galizia, la Cantabria, le Asturie e la Castilla e León.

## Società

### Evoluzione demografica
Abitanti censiti